# Protokollelement
Ein Netzwerkprotokoll besteht aus zwei bis drei Protokollelementen.
Diese Elemente sind meist:
- Header (Kopf): Steuerungsinformationen und Verarbeitungsoptionen,
- Datenteil: Nutzdaten, die das Protokoll mit sich trägt, und
- Trailer (Schwanz): fehlerprüfende Maßnahmen, die meist schon im Header zugegen sind → daher nur optional.

Als Beispiel sind im Ethernet im Header die MAC-Adressen eingetragen und im Trailer das CRC-Feld.